# Річард Марчінко
Річард Марчінко (англ. Richard Marcinko; 21 листопада 1940, Лансфорд, округ Карбон, Пенсільванія — 25 грудня 2021) — американський офіцер, командер ВМС США (1974), засновник та перший командир Оперативної групи швидкого реагування військово-морських спеціальних операцій ВМС США, а згодом Національної координаційної команди з безпеки ВМС. Учасник бойових дій у В'єтнамській війні. Один з найдосвідченіших експертів у галузі ведення асиметричних бойових дій, контрпартизанської та контртерористичної боротьби Військово-морських сил США.

## Біографія
Річард Марчінко народився у містечку Лансфорд в окрузі Карбон штату Пенсільванія в родині емігрантів словацького походження. У дитинстві Річарда його батьки переїхали до Нью-Брансвіка у штаті Нью-Джерсі. У лютому 1958 року він покинув вищу школу міста і спробував записатися до Корпусу морської піхоти США, однак, через відсутність диплома про середню освіту його не прийняли.
У вересні 1958 йому все ж таки вдалося влаштуватися на службу до військово-морських сил країни на посаду радиста. У червні 1961 Марчінко поступив на навчання до команди морських підводників-саперів (англ. Underwater Demolition Team UDT/R class 26), курси проходження підготовки яких він успішно завершив у жовтні того ж року.
У грудні 1965 Річард Марчінко завершив програму навчання на офіцерських курсах ВМС США, і отримав перше офіцерське звання енсин. У червні 1966 зарахований до 2-ї групи морських котиків SEAL.
Паралельно продовжував здобуття вищої освіти в Обернському університеті штату Алабама, де отримав диплом бакалавра мистецтв з міжнародних відносин та магістра Політології у Військово-морській аспірантурі в місті Монтерей.
У роки В'єтнамської війни молодий офіцер очолював підрозділ операторів SEAL при проведенні спеціальних операцій на території Південного В'єтнаму. 18 травня 1967 Марчінко на чолі своїх людей здійснив зухвалий рейд на позиції повстанців на острові Іло Іло в долині Меконгу, де вони знищили велику кількість вояків В'єтконга і шість човнів сампан. Згодом цю акцію у ВМС США назвали «найуспішнішою операцією SEAL в дельті річки Меконг». За прояву сміливості, зухвалості та ініціативи під час рейду, Марчінко був удостоєний першим з його чотирьох Бронзових Зірок, а також в'єтнамського Хреста «За хоробрість» зі срібною зіркою.
Через декілька місяців перебування на території континентальних Сполучених Штатів, Марчінко повернувся до В'єтнаму, вже як командир взводу SEAL 2-ї групи морських котиків. Під час Тетського наступу, він наказав взводу допомогти армійському спецназу США в Чаудок. Те, що почалося, як вуличний бій, перетворилося на рятувальну операцію американських медсестер і вчителів, що опинилися в пастці в церкві міста і лікарні.
Після завершення свого другого відрядження до В'єтнаму і дворічного перебування на штабній посаді, у 1973 році Марчінко отримав військове звання лейтенант-командер і був призначений військово-морським аташе в Камбоджу. На цій позиції в Камбоджі він перебував протягом 18 місяців, а згодом повернувся до США і взяв на себе командування рідної 2-ї команди операторів SEAL.
Весною 1980 року під час кризи з американськими заручниками, Річарда Марчінко призначають одним з двох представників ВМС до оперативної групи Об'єднаного комітету начальників штабів, під умовною назвою група TAT (англ. Terrorist Action Team). Основним завдання групи ТАТ було розробка плану ексфільтрації американських громадян з території Ірану, яка здійснювалася за планом операції «Орлиний кіготь». Операція, котра проводилася 24—25 квітня 1980 року під безпосереднім проводом Верховного головнокомандувача, президента країни Джиммі Картера, завершилася грандіозним провалом з колосальним політичним фіаско правлячої адміністрації США. Керівництво військово-морських сил після глибокого та всебічного аналізу провалу рятувальної акції дійшло висновку про необхідність створення спеціалізованого високопрофесійного підрозділу для боротьби з тероризмом і визначило лейтенант-командера Р.Марчінко розробити концепцію створення та підготовки цього елітарного підрозділу.
Після вивчення та надання пропозицій із заснування цього підрозділу спецназу, Марчінко призначили командиром цієї групи. На той час ВМС США мало дві групи спеціальних операцій, і молодий офіцер навмисно надав новому формуванню назву 6-та група морських котиків SEAL, для того, щоб ввести в оману потенційних противників і змусити їх повірити, що американський флот має щонайменше ще три спеціальні групи. Командир групи особисто відбирав усіх кандидатів до свого колективу з різних спецпідрозділів ВМС, зокрема з секції тактики контртероризму 2-ї команди операторів SEAL, де він служив раніше. Незабаром 6-та група перетворилася на елітний підрозділ, на кшталт армійської «Дельти». З серпня 1980 до липня 1983 Річард Марчінко був командиром 6-ї групи SEAL
В 1983 році, після завершення командування 6-ю групою, заступник керівника військово-морськими операціями віцеадмірал Джеймс Лайонс викликав Марчінко до себе та наказав йому підготувати ще один підрозділ, цього разу вельми специфічну команду, що мусила протестувати кораблі, установи та інші об'єкти й інсталяції флоту на предмет уразливості для проведення терористичних атак. Нова команда Марчінко отримала усталену назву Національна координаційна команда з безпеки ВМС OP-06D, неофіційно вона звалася «Червона». Шляхом найретельнішого відбору Р. Марчінко підібрав дванадцять чоловік зі своєї колишньої групи морських котиків та одного з розвідувального підрозділу морської піхоти.
Здобувши від вищого керівництва флоту повну волю своїм планам та акціям, Координаційна команда безпеки розпочала зухвалі та надзвичайно ризиковані заходи з тестування військово-морських баз, атомних підводних човнів, бойових кораблів, цивільних аеропортів та американських амбасад за кордоном. Під проводом Марчінко, його люди були здатні проникати на будь-який засекречений та надзвичайно важливий об'єкт, як би пильно він не охоронявся. До найвідоміших акцій Червоної команди було навіть проникнення на Президентський борт № 1, імітація теракту та зникнення без будь-яких наслідків. Усі ці дії та демонстрації вразливості систем охорони військових та інших важливих об'єктів призвели до того, що охорона найважливіших цілей була передана від військової поліції та підрозділів морської піхоти приватним агентствам охорони, персонал яких набирався з колишніх спецназівців та експертів безпеки.
Серед іншого, за результатами раптових нападів командер Марчінко стверджував, що його «Червона команда» мала досвід успішного захоплення ядерних боєголовок та пристроїв на об'єктах ВМС США і, таким чином, довела ймовірність здійснення такого роду злочинних планів щодо:
- атак на атомні підводні човни;
- знищення підводних човнів та використанню їх у ролі брудних бомб, і
- захоплення кодів запуску ядерних ракет на борту підводних човнів шляхом застосування м'яких тортур до персоналу, з метою оволодіння кодами запуску.

Як стверджували колишні члени «Червоної команди», особливо Стив Гартманн та Денніс Чолкер, що ці вправи були прикриттям таємних операцій проти реальних терористів по всьому світу.
1 лютого 1989 року командер Річард Марчінко після більше ніж 30 років активної служби на флоті, пішов у відставку.
9 березня 1990 колишній офіцер військово-морських сил був засуджений до 21 місяця в'язниці та штрафу 10 000 $ за звинуваченнями у перевищенні влади та зловживанням службовим становищем, що виразилося у придбанні у збройових контракторів ручних гранат за завищеними цінами. Як стверджував пізніше Марчінко, він став жертвою «полювання на відьом» за свої дії на чолі «Червоної команди», коли він і його бійці викрили багато недоліків та зловживань владою високопосадовцями військово-морських сил.
Після звільнення з ув'язнення, написав декілька книг автобіографічного характеру, присвячені його досвіду служби в елітних підрозділах спеціальних операцій. Служив у приватній консультаційній фірмі у Вашингтоні, вів політично консервативне радіо ток-шоу America on Watch with Dick Marcinko, яке транслювалося в прямому ефірі. Також працював представником морської тренувальної академії «Зодіак» човнової компанії «Зодіак», і служив як консультант у серіалі 24 компанії FOX.

## Мемуари
- Marcinko, Richard; Weisman (1992). Rogue Warrior. New York: Pocket Books. ISBN 0-671-70390-0.
- Marcinko, Richard; Weisman (1999). The Real Team. New York: Pocket. ISBN 0-671-02465-5.